# Jürgen Kessel
Jürgen Kessel (* 5. September 1937 in Berlin) ist ein ehemaliger Volleyballspieler aus der DDR.
Kessel spielte in den 1960er Jahren beim SC Dynamo Berlin, mit dem er 1961 die DDR-Meisterschaft gewann und von 1962 bis 1971 Zweiter hinter dem SC Leipzig wurde. Nach der Zeit beim SC Dynamo spielte er bei der SG Rotation Prenzlauer Berg, mit der er 1984 den FDGB-Pokal gewann, allerdings waren die Sportclub-Mannschaften in diesem Wettbewerb nicht dabei.
In der DDR-Nationalmannschaft absolvierte der Zuspieler 155 Länderspiele. Von 1966 bis 1968 war die DDR-Auswahl dreimal in Folge Vierter beim Saisonhöhepunkt. 1969 gewann er den Volleyball World Cup und im Jahr darauf war er dabei, als die DDR-Auswahl bei der Weltmeisterschaft 1970 in Bulgarien der Titel gewann. In der Weltmeistermannschaft war Jürgen Kessel hinter seinem Berliner Vereinskameraden Wolfgang Webner der zweitälteste Spieler.
Kessel war bis 1990 Trainer beim SC Dynamo Berlin. Nach der Wende war er bis zur Verrentung 2002 bei der Post beschäftigt.